# Manoir des Alignés
Pour les articles homonymes, voir Manoir des Alignés (homonymie).
Le manoir des Alignés est un manoir situé à La Chapelle-d'Aligné, dans le département français de la Sarthe.

## Description
Le manoir se compose d'un corps principal de logis à un étage carré distribué par un escalier hors-œuvre, prolongé à l'ouest par un corps en rez-de-chaussée et de quelques corps de dépendances. 

## Historique
Le corps de logis et les dépendances ont été construits dans le dernier quart du XVe siècle sur la plus grande de deux mottes médiévales juxtaposées. L'ensemble a été remanié au début du XXe siècle. La chapelle et la cheminée de la grande salle font l'objet d'une inscription aux monuments historiques le 6 janvier 1927.